# XPath

XPath(XML Path Language)는 W3C의 표준으로 확장 생성 언어 문서의 구조를 통해 경로 위에 지정한 구문을 사용하여 항목을 배치하고 처리하는 방법을 기술하는 언어이다. XML 표현보다 더 쉽고 약어로 되어 있으며, XSL 변환(XSLT)과 XML 지시자 언어(XPointer)에 쓰이는 언어이다. XPath는 XML 문서의 노드를 정의하기 위하여 경로식을 사용하며, 수학 함수와 기타 확장 가능한 표현들이 있다.

## 예
XML 예제 문서
```
<?xml version="1.0" encoding="utf-8"?>

<wikimedia>

  
<projects>

    
<project
 
name=
"Wikipedia"
 
launch=
"2001-01-05"
>

      
<editions>

        
<edition
 
language=
"English"
>
en.wikipedia.org
</edition>

        
<edition
 
language=
"German"
>
de.wikipedia.org
</edition>

        
<edition
 
language=
"French"
>
fr.wikipedia.org
</edition>

        
<edition
 
language=
"Polish"
>
pl.wikipedia.org
</edition>

      
</editions>

    
</project>

    
<project
 
name=
"Wiktionary"
 
launch=
"2002-12-12"
>

      
<editions>

        
<edition
 
language=
"English"
>
en.wiktionary.org
</edition>

        
<edition
 
language=
"French"
>
fr.wiktionary.org
</edition>

        
<edition
 
language=
"Vietnamese"
>
vi.wiktionary.org
</edition>

        
<edition
 
language=
"Turkish"
>
tr.wiktionary.org
</edition>

      
</editions>

    
</project>

  
</projects>

</wikimedia>

```

아래의 XPath 식은
/wikimedia/projects/project/@name
모든 project 요소의 name 속성을 선택하고, 아래의 XPath 식은
/wikimedia/projects/project/editions/edition[@language="English"]/text()
모든 영문 Wikimedia 프로젝트의 주소(language 속성이 English인 모든 edition 요소의 문자열)를 선택하고, 아래의 XPath 식은
/wikimedia/projects/project[@name="Wikipedia"]/editions/edition/text()
모든 위키백과의 주소(Wikipedia의 이름 특성을 가진 project 요소 아래에 존재하는 모든 edition 요소의 문자열)를 선택한다.

## 같이 보기
- XLink